# 玛丽·霍夫曼·曼海因
玛丽·霍夫曼·曼海因（英語：Mary Huffman Manhein）是一名美國法醫人類學家。她於1990年創立了路易斯安那州立大學法醫人類學和計算機增強服務實驗室，也於2006年創立了路易士安那州不明身份和失蹤人員資訊計劃的存儲庫。該存儲庫被認為是“同類存庫中最全面的全州資料庫”。
除了在路易斯安那州立大學任教外，曼海因還與地方，地區和國家層面的執法機構合作，為1000多起涉及失蹤或身份不明人員的案件提供諮詢。她是國家灾难停尸房业务响应小组的成員，也是美國法醫科學院院士。她曾被邀請在新蘇格蘭場演講。
除了學術出版物外，曼海因還撰寫了非小說類書籍The Bone Lady（2000），Trail of Bones（2005）和Bone Remains（2013）以及兩部小說。

## 教育
曼海因於1976年進入路易絲安那州立大學就讀英文系，並上了一門人類學課程。1981年，她獲得英國文學學位。曼海因開始在道格拉斯·奧斯利的地理與人類學系實驗室做志願者，並在路易絲安那州立大學獲得了法醫人類學碩士學位。在奧斯利搬到史密森尼學會后，曼海因繼續在路易絲安那州立大學工作和任教，成為路易絲安那州立大學地理和人類學系的“駐校專業人士”。

## 職業生涯

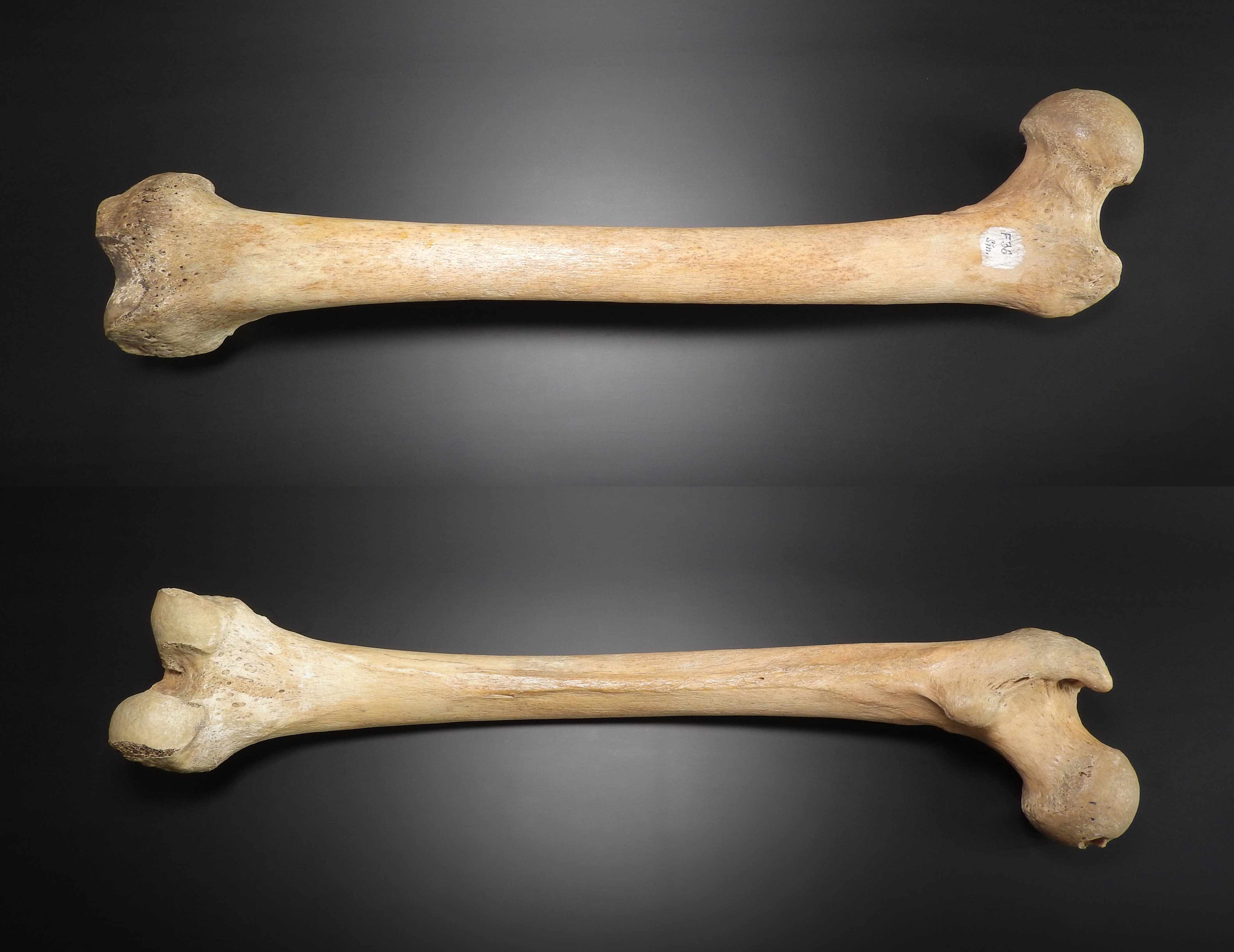
骨骼遗骸，人类股骨

1987年，曼海因領導了路易斯安那州立大學地理和人類學實驗室。她將面部重建和成像引入人類學專案。法醫人類學和計算機增強服務實驗室於1990年在路易斯安那州立大學正式成立，並由曼海因擔任創始主任。曼海因於1993年成為東巴吞魯日教區的副驗屍官。她被認證為法醫人類學領域的專家證人，獲准在德克薩斯州和路易士安那州工作。
幾十年來，曼海因一直訪問路易絲安那州各地的員警部門，治安官辦公室和驗屍官，以收集有關失蹤人員和身份不明遺骸的資訊。她利用這些資訊開發了一個廣泛的資料庫，並創建了用於識別北美白人、黑人和西班牙裔人的數據集。她在創建三維面部重建時建立了面部組織深度標準。
2006年，曼海因與當時的州參議員杰伊·达登和州眾議員丹尼·马蒂尼合作，在路易絲安那州立法機構提出了一項法案，該法案導致路易絲安那州不明身份和失蹤人員資訊計劃的創建。曼海因成為存儲庫的主任。路易士安那州立法機關還規定，所有身份不明的骨骼都要送到路易絲安那州立大學進行鑒定。一名警方調查員評論說，在此之前，“身份不明的骨頭通常最終被裝在一個盒子裡”:73。路易士安那州失蹤人員資料庫堪為其他州的範本，並已被用於解決涉及失蹤和身份不明人員的現時案件或懸案。
法醫人類學和計算機增強服務實驗室檢查骨骼遺骸的年齡，身高，種族，死因和死亡時間的指標。這些遺骸可能在被發現並送往實驗室之前已經分解，骨架化或燃燒。在某些情況下，法醫人類學和計算機增強服務團隊可以根據照片和骨骼測量結果快速確定報告給他們的遺骸是人類還是動物。通過骨骼和X射線，實驗室可以構建粘土模型和計算機渲染一個人可能的外表。如果沒有軟組織，可以從骨骼和牙齒中取出DNA樣本。DNA圖譜通常由路易絲安那州員警犯罪實驗室編製，與美國聯合DNA指數系統資料庫共用。該實驗室還隸屬於國家失蹤和受虐兒童中心、國家身份不明人士系統和無名氏網路。
曼海因參與了許多歷史專案，包括哈德遜港邦聯公墓的戰葬，以及分析新奧爾良最古老的正式公墓新奧爾良歷史公墓的骨骼遺骸。
其他歷史鑒定包括1862年沉沒的美國海軍莫尼特號殘骸中的兩名水手。他們的面部重建是在漢普頓路戰役150周年之際在華盛頓特區的美國海軍紀念館揭幕的，現在在國家海洋保護區辦公室的監視器收藏中。
曼海因檢查過的最古老的骨架可能是來自巴吞魯日路易士安那州藝術與科學博物館古埃及畫廊的2300年前的“底比斯公主”木乃伊。除此之外，曼海因還確定木乃伊是一個年輕人的木乃伊，他很可能在摔倒或其他事故后死亡。

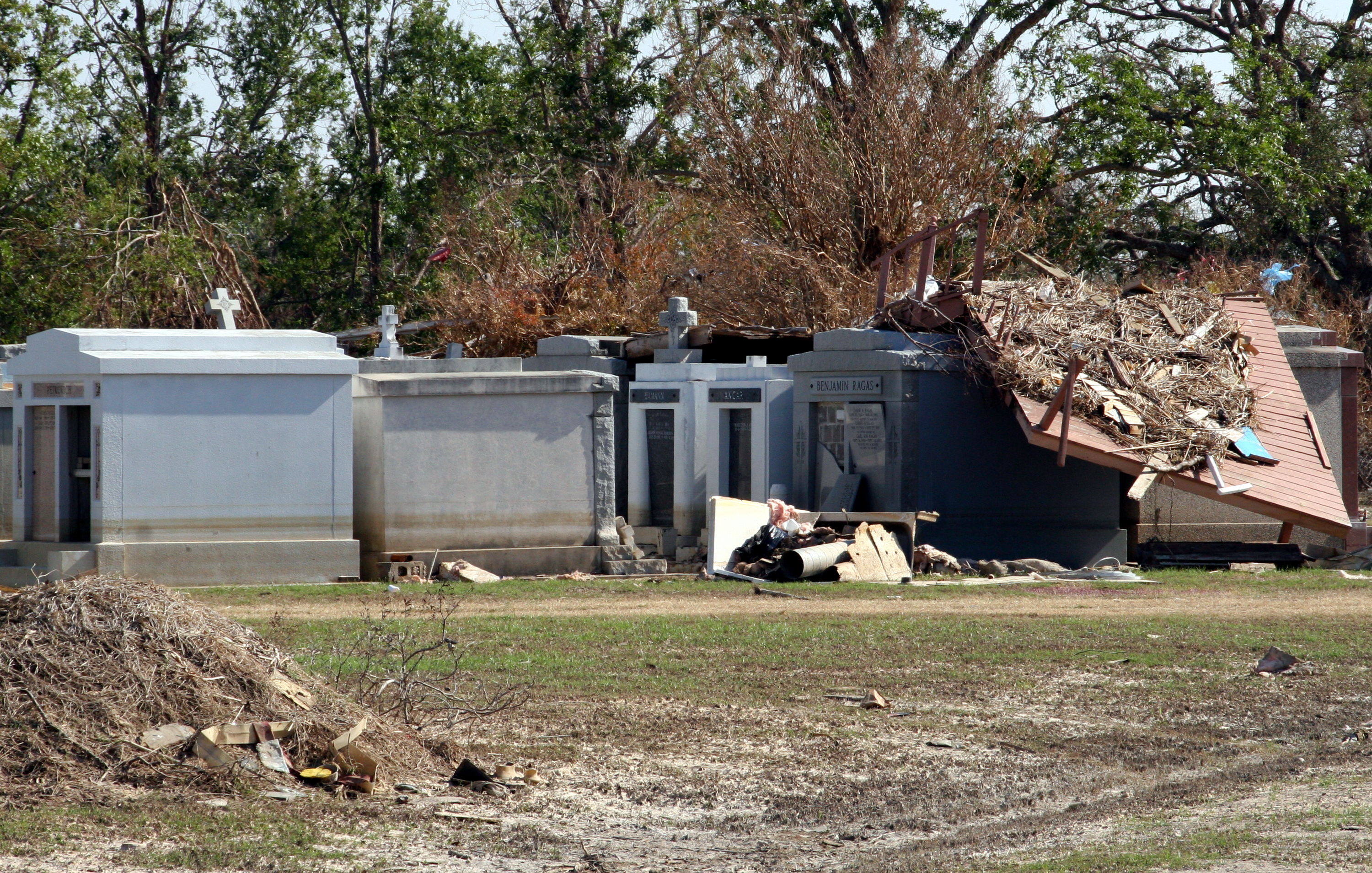
2005年，路易絲安那州普拉克明兹堂区卡特里娜颶風破壞的墳墓

曼海因是第六區灾难停尸房业务响应小组的成員。曼海因曾參與過工業災難，例如1988年5月5日在路易絲安那州諾科發生的殼牌煉油廠爆炸，在那裡她被要求辨認五名員工的遺體。2003年哥伦比亚号航天飞机灾难后，她參與了宇航員遺骸的恢復和辨認工作。她曾帶領法醫人類學和計算機增強服務團隊進行墓地恢復工作，在颶風以撒（2012年），颶風卡特裡娜（2005年）和飓风艾克（2008年）中的遺體移去墳墓和墓葬棺材後進行識別並歸還。
曼海因經常出現在與她的作品有關的電視上，如America’s Most Wanted， Discovery Health, New Detectives, Missing以及CSNBC和MSNBC新聞等節目。2016年，她接受了《美國通緝令》的採訪，原因是2003年她試圖辨認於1986年6月19日被發現的“龐查特雷恩·簡”的屍體。曼海因經能夠根據牙科證據排除一種可能的識別，並創建了面部重建。根據她的檢查，一些關於屍體的資訊被修改，這可能有助於識別「湖中女士（The Lady in the Lake）」。
曼海因曾擔任約60名人類學碩士生和20名自然科學碩士生的論文導師或聯合顧問。她於2006年和2007年在路易絲安那州立大學獲得傑出本科生教學獎。她的學生和同事包括面部識別專家愛琳·巴羅（Eileen Barrow）和曼海因的繼任者，路易絲安那州立大學主任吉妮絲·利斯蒂（Ginesse Listi）。2015年，曼海因從路易絲安那州立大學退休。

## 出版物
曼海因在她的領域發表了大量文章，包括學術論文和實驗室工作簿Clay Facial Reconstruction（1996）。除了學術出版物外，曼海因還是三本關於她作品的非小說類書籍的作者，分別是The Bone Lady, (2000) Trail of Bones, (2005) 和Bone Remains (2013).。她還出版了一部故事發生在新奧爾良的小說Floating Souls: The Canal Murders（2012）和一部成人小說Claire Carter: The Mystery of the Bones in the Drainpipe，該書由利亞·伍德·朱伊特繪製插圖。
此外，曼海因還與杰西卡.谢克斯奈德（Jessica H. Schexnayder）合作，記錄了路易士安那州各地墓地的狀況，其中許多受到氣候變化引起的海岸侵蝕，風暴潮和海平面上升的威脅。他們兩人還合著了Fragile grounds: Louisiana's Endangered Cemeteries（2017）。

## 外部連結
- Mary Manhein （页面存档备份，存于）出版, 美國法醫科學院